# Cryptoheros myrnae
Cryptoheros myrnae är en fiskart som först beskrevs av Loiselle, 1997.  Cryptoheros myrnae ingår i släktet Cryptoheros och familjen Cichlidae. Inga underarter finns listade i Catalogue of Life.